# آرام تیگران
آرام تیگران (به ارمنی: Արամ Տիգրան) با نام اصلی آرام ملیکیان (به ارمنی: Արամ Մելիքյան) (زاده ۱۹۳۴ در قامشلی (شمالشرقی سوریه) - درگذشته ۱۸ اوت ۲۰۰۹ در آتن یونان) خواننده معروف ارمنی در میان کردهای ترکیه و عراق
تیگران در شهر قامشلی در شمال سوریه و در خانواده‌ای ارمنی که اصالتاً اهل دیاربکر ترکیه بودند، به دنیا آمد. هر دو والدین او در روستایی در حومهٔ دیاربکر متولد شده بودند.اولین ساز عود او را عمویش در شش سالگی به او هدیه داد. پس از پایان کلاس نهم، تلاش خود را بر یادگیری موسیقی و نوازندگی عود متمرکز کرد و در سال ۱۹۵۳ میلادی نخستین کنسرت عمومی خود را به مناسبت عید نوروز برگزار کرد. در سن بیست سالگی به زبان‌های کردی، عربی، سریانی و ارمنی آواز می‌خواند. در سال ۱۹۶۶ او به شهر ایروان که در آن زمان جزئی از اتحاد جماهیر شوروی بود، رفت و هجده سال در رادیو ایروان استخدام بود. در سال ۱۹۹۵ میلادی ایروان را ترک کرد و در شهر آتن سکونت گزید. او را در زمره بهترین خوانندگان و نوازندگان زبان کردی در دورهٔ خود محسوب می‌شد. دارای ۲۳۰ آهنگ به کردی، ۱۵۰ آهنگ به عربی، ۱۰ آهنگ به سریانی و ۸ ترانه به یونانی است. در سال ۲۰۰۹ او به دیاربکر سفر کرد و مورد استقبال مردم قرار گرفت و توانست از زادگاه والدینش دیدن کند و کنسرتی به مناسبت نوروز در شهر باتمان برگزار نمود.
در ۱۸ اوت سال ۲۰۰۹ به دلیل ابتلا به سرطان در شهر آتن درگذشت. وی وصیت کرده بود که در شهر دیاربکر ترکیه به خاک سپرده شود اما دولت ترکیه از این امر جلوگیری کرد

## آلبوم‌ها
- Çîyayê Gebarê, Aydın Müzik, 2004.
- Zîlan, Aydın Müzik, 2004.
- Serxwebûn Xweş E, Aydın Müzik, 2004.
- Kurdistan, Aydın Müzik, 2004
- Xazî Dîsa Zarbûma
- Rabin
- Evîna Feqiyê Teyran
- Keçê Dinê
- Ey Welato Em Heliyan
- Ay dilberê
- Daye min berde
- Diyarbekira serin
- Aydil
- Em hatin
- Heval Ferat